# 鳴尾御影線
鳴尾御影線（なるおみかげせん）は、兵庫県西宮市の鳴尾小曽根線から同県神戸市東灘区御影塚町にある前方後円墳処女塚古墳の西側までの13kmを結ぶ予定の道路。

## 概要

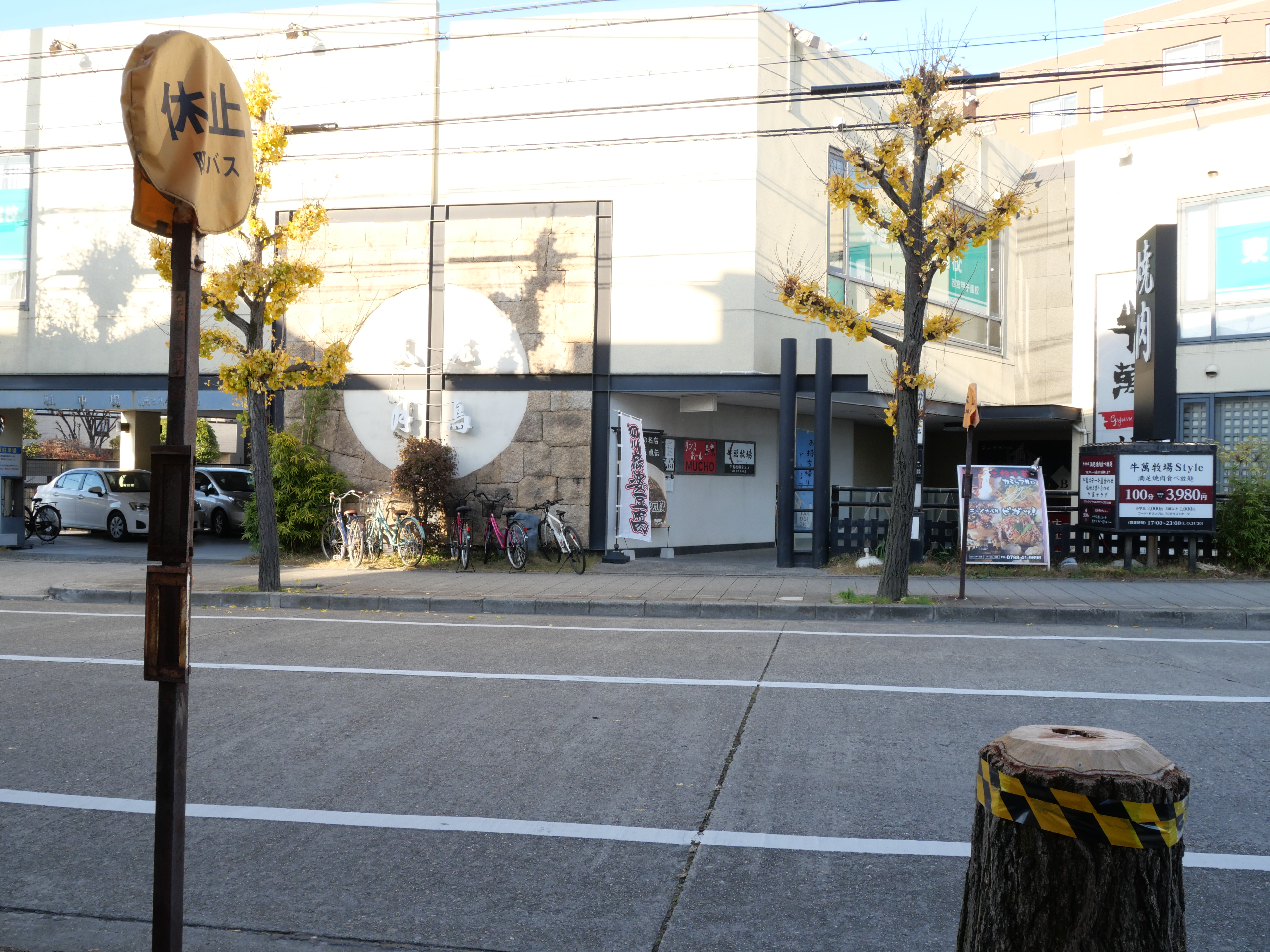
休止中の阪神バス甲子園三番町バス停（甲子園筋沿いにある同名のバス停とは異なる）

西宮市内では鳴尾御影東線および鳴尾御影西線、芦屋市内は市道444号線および市道338号線。
全線にわたって北の国道2号と南の国道43号の間を通る。阪神本線に対しては西宮駅周辺と御影駅以西を除いて北側に位置する。
用地の多くは戦災復興事業として供用され、住吉川の東西など家屋の残った地域は用地買収方式となった。西宮の鳴尾御影西線は整備が遅く、2019年現在でも夙川とその東側約200m程度が未成区間である。小曽根線の東側にある道路も組み込む計画であったが取りやめとなった。
昭和の末期から平成の初期にかけてまでは、西宮市内の鳴尾御影東線の一部区間を走る阪神電鉄バスの路線もあったが休止（実質は廃止）となり現在に至っている（路線上にあったバス停は現在も「休止」のカバーが掛けられた状態で残されている）。

## 歴史
- 1946年（昭和21年） - 都市計画道路として決定
- 1947年（昭和22年） - 戦災復興土地区画整理事業として着工
- 1988年（昭和63年） - 3月31日、芦屋市内全線開通[3]
- 2000年（平成12年） - 鳴尾御影西線（森具区画整理界∼芦屋市境界）完了[4]
- 2004年（平成16年） - 4月1日、鳴尾御影西線（松原町工区）が開通し西宮市内の東西鳴尾御影線が接続[5]。